# Łęczycki
Łęczycki – wieś w Polsce położona w województwie mazowieckim, w powiecie siedleckim, w gminie Paprotnia. Ma status sołectwa.
W latach 1975–1998 miejscowość administracyjnie należała do województwa siedleckiego.